# Nepotianus (Heermeister)
Nepotianus (gestorben um 465) war ein weströmischer Heermeister (magister militum) im 5. Jahrhundert.
Seine Herkunft und frühe Karriere ist sind unbekannt. Unter dem Kaiser Majorian (457–461) wurde er zum comes et magister utriusque militiae ernannt. Er begleitete Majorian 458 nach Gallien und unterstützte ihn bei der Durchsetzung seiner Herrschaft. Er war wahrscheinlich sowohl an der Entsetzung der Stadt Arelate (heute: Arles) gegen die Westgoten als auch bei der Rückeroberung von Lugdunum (heute: Lyon) gegen die Burgunden beteiligt. 459 wurde er explizit in der Lobrede des Sidonius Apollinaris an Majorian hervorgehoben.
Nach der Durchsetzung der Herrschaft in Gallien wurde Nepotianus gemeinsam mit dem gotischen comes Sunieric nach Gallaecia geschickt, um dort von den Erfolgen des Kaisers zu berichten. Eine besondere Rolle spielte dabei das frisch geschlossene Bündnisabkommen (foedus) zwischen Majorian und dem westgotischen rex Theoderich II. Die dort lebenden Sueben waren trotzdem nicht bereit, sich dem weströmischen Kaiser zu unterwerfen (siehe auch Königreich der Sueben).
Darauf folgte 460 ein von Nepotianus und Sunieric geführter Feldzug gegen die Sueben. Bei Lucus Augusti (heute: Lugo) gelang ihnen ein entscheidender Sieg. In der Folge konnten sie die Stadt Scallabis in Lusitania (Santarém) erobern. Gemeinsam mit den parallelen Feldzügen Majorians konnte so die Herrschaft des Weströmischen Reiches über Hispanien wieder sichergestellt werden.
Nach dem Scheitern des Africa-Feldzugs Majorians verließ der Kaiser die iberische Halbinsel. Nepotianus blieb mit einigen Truppen zurück, um die kaiserliche Kontrolle über die hispanischen Provinzen sicherzustellen. 461 wurde Majorian allerdings von dem mächtigen Heermeister Ricimer gefangen genommen und hingerichtet. Nepotianus verweigerte dem neuen, von Ricimer eingesetzten Kaiser Libius Severus seine Anerkennung und versuchte in der Folge seine eigene Stellung in Hispanien aufzubauen. Ihm könnte eine unabhängige Herrschaft ähnlich der des Heermeisters Aegidius in Gallien vorgeschwebt haben.
Theoderich II. hatte daran allerdings kein Interesse und setzte Nepotianus auf ungeklärte Weise ab. An seiner Stelle übernahm der Heermeister Arborius das Kommando über die römischen Truppen auf der iberischen Halbinsel.
Das weitere Schicksal des Nepotianus ist unbekannt. Er starb aber wahrscheinlich im Jahr 465.
Es wird vermutet, dass er mit dem Nepotianus gleichzusetzen ist, der mit einer Schwester des magister militum per Dalmatiam Marcellinus verheiratet war. Dadurch wäre er der Vater des späteren weströmischen Kaisers Julius Nepos.